# Casa Donzelli (via Tasso)
Casa Donzelli è un edificio di Milano situato in via Torquato Tasso al civico 8.

## Storia e descrizione
L'edificio risalente al 1913 fu costruito in stile liberty su progetto dell'architetto Enrico Zanoni. Il palazzo è idealmente costituito di tre partiture verticali composte dai due bovindi laterali e il corpo centrale, ricoperto nei primi due piani in pietra e ai superiori in mattoni in laterizio. Il portale ad arco ribassato è sormontato da un balcone retto da mensole decorato con motivi floreali in ferro battuto, mentre la porta finestra sul balcone presenta anch'essa un arco ribassato interrotto dal busto di Torquato Tasso.